# Qui és en Cletis T?
Qui és en Cletis T? (títol original:Who Is Cletis Tout?) és una comèdia estatunidenco-canadenca dirigida per Chris Ver Wiel l'any 2001. Ha estat doblada al català

## Argument
Al començament es veu Critical Jim (Tim Allen), un assassí a sou afeccionat a films antics que dona a Finch (Christian Slater) una oportunitat de viure, llavors aquest últim li conta una història.
Finch coneix Micah en una presó i decideix d'ajudar-lo a evadir-se. Una vegada fora contacta un cert Dr. Savian, un forense que li proposa noves identitats per a ell així com per Micah, però dona a Finch la identitat d'un mort barrejat en un fosc afer.
Perseguits per malfactors, Micah demana a la seva filla única Tess de venir a buscar-lo però el destí decideix d'una altra manera el pare mor deixant la seva filla sola novament però abans el seu últim alè revela a la seva filla i Finch un mapa que els portarà a la localització del botí del robatori que Micah ha amagat 20 anys abans. Llavors Tess i Finch s'associen i arriben a localitzar el lloc exacte que resulta ser una presó. No sabent què fer Finch decideix de jugar la carta de Cletis Tout.

## Repartiment
- Christian Slater: Trevor Allen Finch
- Tim Allen: Critical Jim
- Richard Dreyfuss: Micah Donnelly
- Portia de Rossi: Tess Donnelly
- Billy Connolly: Dr. Mike Savian

## Al voltant de la pel·lícula
- Encara que el càsting compti amb estrelles del cinema, el film no va trobar l'èxit esperat.
- Existeix un remake indi amb Arshad Warsi, Sanjay Dutt i Minissha Lamba el títol del qual s'hi assembla: Antony Kaun Hai ? (Who is Antony ?).